# Jō

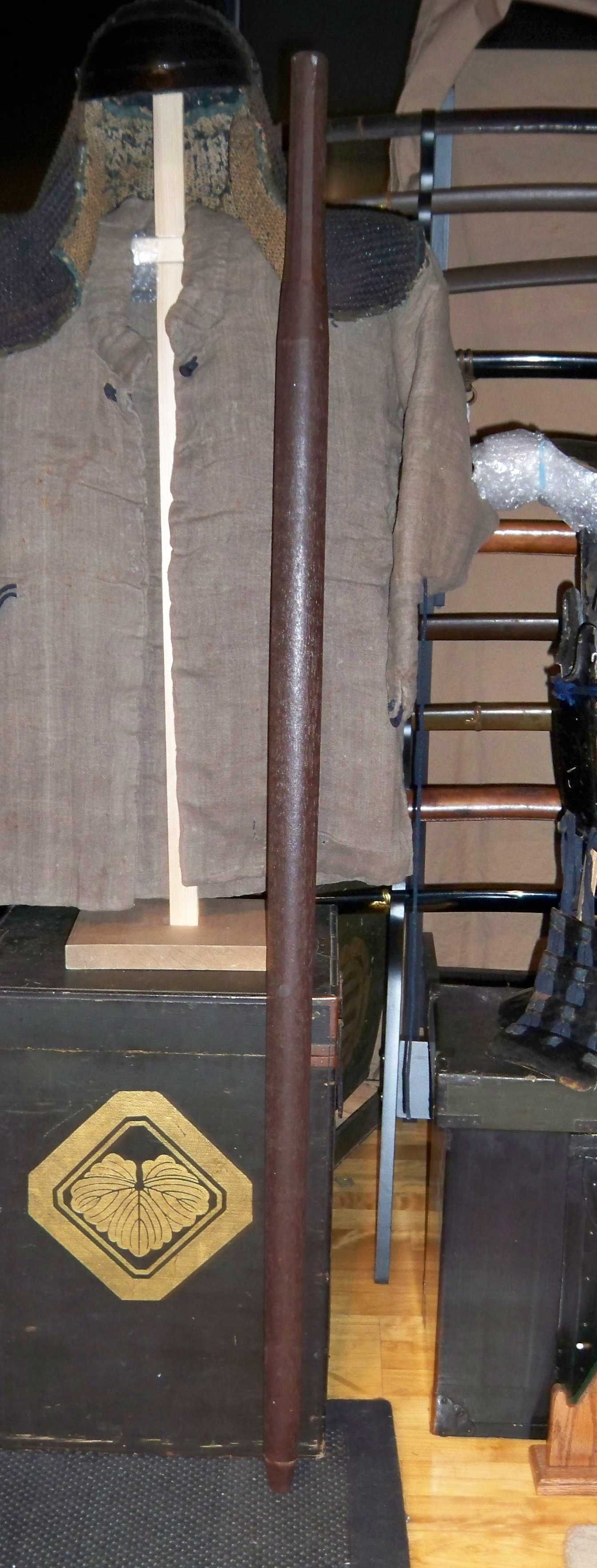

Jō este o armă de lemn folosită în artele marțiale: Aikido, Karate, Judo etc.
De asemenea există și o armă tot de lemn pe nume boken folosită tot în artele marțiale.